# ワレリー・チレント
ワレリー・チレント（Valeriy Tsilent、1969年9月29日 - ）は、ベラルーシのレスリング選手。1996年アトランタオリンピックレスリンググレコローマンスタイル82kg級の銅メダリストである。
1996年アトランタオリンピックでは、グレコローマンスタイル82kg級で準々決勝に進出。しかし、この大会で金メダルを獲得したトルコのハムザ・イェルリカヤの前に敗退。しかし、敗者復活戦を勝ち上がり3連勝で銅メダルを獲得した。2000年シドニーオリンピックでは、同85kg級に出場。予選リーグを勝ち上がり準々決勝に進出したが、銅メダルを獲得したグルジアのムフラン・ワフタンガゼに敗れ5位に終わった。

## 実績
- オリンピック
  - 1996年アトランタオリンピック　銅メダル
- 世界選手権
  - 3位　1994年